# 燕塔街道
燕塔街道，是中华人民共和国山東省聊城市莘县下辖的一个乡镇级行政单位。

## 行政区划
燕塔街道下辖以下地区：
西街村、郝庄村、惠庄村、老宅村、大刘庄村、小刘庄村、安庄村、前杨庄村、后杨庄村、堤子王村、张屯村、东毛坊村、西毛坊村、前王楼村、后王楼村、谢庄村、十里槽村、焦庄村、西虞庄村、刘花园村、袁花园村、李花园村、岳花园村、田花园村、焦花园村、魏马厂村、安马厂村、杨马厂村、肖屯村、孙楼村、武庄村、谷庄村、段庄村、赵王庄村、刘二庄村、胡楼村、盛屯村、礼院村、王化村、尧舜村、西彭村、曹楼村、大姜庄村和后姜庄村。